# Strukturalizacja
Strukturalizacja – proces badawczy polegający na właściwym ukształtowaniu i stworzeniu hierarchii struktur. Wybrany przez siebie materiał należy uporządkować tak, by doprowadzić jednocześnie do wyodrębnienia w miarę logicznych układów, które powinny pomiędzy sobą zawierać pewne zgodne elementy i związki. Dzięki zastosowaniu strukturalizacji powstaje m.in. program nauczania oraz podręcznik edukacyjny.